# Širokotrupno letalo
Širokotrupno letalo ang. Wide-Body Aircraft oziroma Twin-Aisle Aircraft je veliko potniško letalo z dvema prehodoma (hodnikoma) med sedeži.  Tipični presek  trupa je 5 do 6 m (16 do 20 ft). Po navadi se širokotrupna letala uporablja za daljše lete.
V tipični širokotrupni kabini v ekonomični konfiguraciji so potniki razporejeni po 7-10 v vrsti. Celotno število sedežev pri širokotrupnih letalih se giblje od 200 do 853 (A380). Največja letala so široka več kot 7 m (23 ft), in imajo lahko pri najbolj ekonomični konfiguraciji tudi do 11 sedežev v vrsti. Letala, ki niso potniška npr. Antonov An-124 ne štejemo med širokotrupna, ker se ta termin nanaša na prevoz potnikov.
Za primerjavo ima tipično ozkotrupno letalo npr. B737 premer trupa 3 do 4 m (10 do 13 ft), in samo en prehod, in v vrsti lahko sedi od 2 do 6 potnikov.
Širokotrupna letala so načrtovali za večjo ekonomičnost, udobje in večji tovorni prostor.

## Seznam široktrupnih letal
Airbus
- Airbus A300
- Airbus A310
- Airbus A330
- Airbus A340
- Airbus A350
- Airbus A380

Boeing
- Boeing 747
- Boeing 767
- Boeing 777
- Boeing 787

Iljušin
- Iljušin Il-86
- Iljušin Il-96

Lockheed
- Lockheed L-1011 Tristar

McDonnell Douglas
- McDonnell Douglas DC-10
- McDonnell Douglas MD-11